# 陈世光
陈世光（1942年6月—），祖籍云南宣威，生于北京，中国画家，擅长中西结合的水墨动物画，尤其以画马专长。

## 生平
祖籍云南宣威，1942年生于北京，父亲陈祖基是首批中央文史研究馆馆员。1964年毕业于南京师范大学美术系。现任中国美术家协会理事，国家一级美术师、教授，兼任《中国美术年鉴》编委, 中国书画收藏家协会学术委员,《现代书画家报》艺术顾问等职，1993至2004年间曾任江苏省美术家协会秘书长。